# 50 хвилин трави
«50 хвилин трави» — роман української письменниці та співачки Ірени Карпи, вперше видана у 2004 році видавництвом «Фоліо». Перекладена польською та російською мовами.